# Liège-Bastogne-Liège de 2018
A 104.ª edição da clássica ciclista Liège-Bastogne-Liège foi uma corrida na Bélgica que se celebrou a 22 de abril de 2018 sobre um percurso de 258,5 quilómetros com início na cidade de Liège e final no município de Ans.
A corrida além de ser a terceira e última clássica das Ardenas, faz parte do UCI World Tour de 2018, sendo a décima oitava competição do calendário de máxima categoria mundial.
A corrida foi ganhada pelo corredor luxemburguês Bob Jungels da equipa Quick-Step Floors, em segundo lugar Michael Woods (EF Education First-Drapac) e em terceiro lugar Romain Bardet (AG2R La Mondiale).

## Percurso
A rota era muito semelhante à edição anterior, mas retirando a Côte de la Roche-en-Ardenne e acrescentando as novas montanhas Côte de Bonnerue e Côte de Mont-Le-Soie. A corrida começou no município francófono de Liège, na Bélgica, muito perto das fronteiras com a Alemanha e os Países Baixos, seguindo uma rota com 11 subidas categorizadas em toda a província de Liège e terminando no município de Ans.
| 1  | Côte de Bonnerue             | 2400 | 5,2 %  | 72    |
| 2  | Côte de Saint-Roch           | 1000 | 11,2 % | 109   |
| 3  | Côte de Mont-Le-Soie         | 4000 | 6,1 %  | 152   |
| 4  | Côte de Pont                 | 1000 | 10,5 % | 168   |
| 5  | Côte de Bellevaux            | 6800 | 1,1 %  | 172   |
| 6  | Côte de la Ferme Libert      | 1200 | 12,1 % | 180   |
| 7  | Col du Rosier                | 4400 | 5,9 %  | 198   |
| 8  | Côte du Maquisard            | 2500 | 5 %    | 211   |
| 9  | Côte de La Redoute           | 2000 | 8,9 %  | 222,5 |
| 10 | Côte de la Roche aux faucons | 1300 | 11 %   | 239   |
| 11 | Côte de Saint-Nicolas        | 1200 | 8,6 %  | 253,5 |

## Equipas participantes
Tomaram parte na corrida 25 equipas: 18 de categoria UCI World Tour de 2018 convidados pela organização; 7 de categoria Profissional Continental. Formando assim um pelotão de 175 ciclistas dos que acabaram 132. As equipas participantes foram:
| Equipes WorldTeam (18)- Bahrain-Merida - Trek-Segafredo - EF Education First-Drapac p/b Cannondale - Team Sunweb - Lotto NL-Jumbo - Astana - BMC Racing Team - Katusha-Alpecin - Bora-Hansgrohe - Quick-Step Floors - Movistar Team - Mitchelton-Scott - Groupama-FDJ - Dimension Data - Lotto Soudal - AG2R La Mondiale - Sky - UAE Team Emirates Equipes profissionais Continentais (7)- Fortuneo-Samsic - Aqua Blue Sport - WB-Aqua Protect-Veranclassic - Wanty-Groupe Gobert - Direct Énergie - Cofidis, Solutions Crédits - Sport Vlaanderen-Baloise |
| |

## Classificações finais
- As classificações finalizaram da seguinte forma:[3]

### Classificação geral
| \| Classificação geral \| Classificação geral \| Classificação geral \| Classificação geral \| Classificação geral \| \| Ciclista \| Ciclista \| Equipe \| Tempo \| \| \| ------------------- \| ------------------- \| -------------------------- \| ------------------- \| ------------------- \| \| 1. \| Bob Jungels \| Quick-Step Floors \| 6h24m44s \| \| \| 2. \| Michael Woods \| EF Education First-Drapac \| + 37s \| \| \| 3. \| Romain Bardet \| AG2R La Mondiale \| + 37s \| \| \| 4. \| Julian Alaphilippe \| Quick-Step Floors \| + 39s \| \| \| 5. \| Domenico Pozzovivo \| Bahrain-Merida \| + 39s \| \| \| 6. \| Enrico Gasparotto \| Bahrain-Merida \| + 39s \| \| \| 7. \| Davide Formolo \| Bora-Hansgrohe \| + 39s \| \| \| 8. \| Roman Kreuziger \| Mitchelton-Scott \| + 39s \| \| \| 9. \| Sergio Henao \| Team Sky \| + 39s \| \| \| 10. \| Jakob Fuglsang \| Astana \| + 39s \| \| \| 11. \| Jelle Vanendert \| Lotto-Soudal \| + 45s \| \| \| 12. \| Sam Oomen \| Team Sunweb \| + 48s \| \| \| 13. \| Alejandro Valverde \| Movistar Team \| + 51s \| \| \| 14. \| Jack Haig \| Mitchelton-Scott \| + 1m06s \| \| \| 15. \| Tom Dumoulin \| Team Sunweb \| + 1m24s \| \| \| 16. \| Tim Wellens \| Lotto-Soudal \| + 1m44s \| \| \| 17. \| Jesús Herrada \| Cofidis, Solutions Crédits \| + 2m08s \| \| \| 18. \| Daniel Martin \| UAE Team Emirates \| + 2m41s \| \| \| 19. \| Michael Valgren \| Astana \| + 2m50s \| \| \| 20. \| Dylan Teuns \| BMC Racing Team \| + 2m53s \| \| |                    |                            |          |
| |                    |                            |          |
| Fonte: ProCyclingStats |                    |                            |          |
| Classificação geral |                    |                            |          |
| Ciclista | Ciclista           | Equipe                     | Tempo    |
| 1. | Bob Jungels        | Quick-Step Floors          | 6h24m44s |
| 2. | Michael Woods      | EF Education First-Drapac  | + 37s    |
| 3. | Romain Bardet      | AG2R La Mondiale           | + 37s    |
| 4. | Julian Alaphilippe | Quick-Step Floors          | + 39s    |
| 5. | Domenico Pozzovivo | Bahrain-Merida             | + 39s    |
| 6. | Enrico Gasparotto  | Bahrain-Merida             | + 39s    |
| 7. | Davide Formolo     | Bora-Hansgrohe             | + 39s    |
| 8. | Roman Kreuziger    | Mitchelton-Scott           | + 39s    |
| 9. | Sergio Henao       | Team Sky                   | + 39s    |
| 10. | Jakob Fuglsang     | Astana                     | + 39s    |
| 11. | Jelle Vanendert    | Lotto-Soudal               | + 45s    |
| 12. | Sam Oomen          | Team Sunweb                | + 48s    |
| 13. | Alejandro Valverde | Movistar Team              | + 51s    |
| 14. | Jack Haig          | Mitchelton-Scott           | + 1m06s  |
| 15. | Tom Dumoulin       | Team Sunweb                | + 1m24s  |
| 16. | Tim Wellens        | Lotto-Soudal               | + 1m44s  |
| 17. | Jesús Herrada      | Cofidis, Solutions Crédits | + 2m08s  |
| 18. | Daniel Martin      | UAE Team Emirates          | + 2m41s  |
| 19. | Michael Valgren    | Astana                     | + 2m50s  |
| 20. | Dylan Teuns        | BMC Racing Team            | + 2m53s  |

## UCI World Ranking
A Liège-Bastogne-Liège outorga pontos para o UCI World Tour de 2018 e o UCI World Ranking, este último para corredores das equipas nas categorias UCI WorldTeam, Profissional Continental e Equipas Continentais. As seguintes tabelas mostram o barómetro de pontuação e os 10 corredores que obtiveram mais pontos:
| Posição   | 1.º | 2.º | 3.º | 4.º | 5.º | 6.º | 7.º | 8.º | 9.º | 10.º | 11.º | 12.º | 13.º | 14.º | 15.º | 16.º-20.º | 21.º-30.º | 31.º-50.º | 51.º-55.º | 56.º-60.º |
| Pontuação | 500 | 400 | 325 | 275 | 225 | 175 | 150 | 125 | 100 | 85   | 70   | 60   | 50   | 40   | 35   | 30        | 20        | 10        | 5         | 3         |

| 1.º  | Bob Jungels        | Quick-Step Floors         | 500 |
| 2.º  | Michael Woods      | EF Education First-Drapac | 400 |
| 3.º  | Romain Bardet      | Ag2r La Mondiale          | 325 |
| 4.º  | Julian Alaphilippe | Quick-Step Floors         | 275 |
| 5.º  | Domenico Pozzovivo | Bahrain Merida            | 225 |
| 6.º  | Enrico Gasparotto  | Bahrain Merida            | 175 |
| 7.º  | Davide Formolo     | Bora-Hansgrohe            | 150 |
| 8.º  | Roman Kreuziger    | Mitchelton-Scott          | 125 |
| 9.º  | Sergio Luis Henao  | Sky                       | 100 |
| 10.º | Jakob Fuglsang     | Astana                    | 85  |